# Chó săn thỏ
Chó săn thỏ (Beagle) là một giống chó nhỏ trong các chó săn và chuyên dùng để săn thỏ, chúng dễ nhận biết bởi bộ lông tam thể mềm mượt đặc trưng. Chúng rất dễ nuôi, thân thiện và đáng yêu với con người, có thể vừa trông nhà, vừa chơi đùa cùng trẻ con trong nhà. Khi được nuôi thả tự do, chúng thích đi khám phá mọi thứ nhờ vào chiếc mũi thính của mình. Chữ beagle vốn xuất phát từ "be’geule", chỉ thói quen reo hú của loài này sau những buổi đi săn. Chúng cũng rất thân thiện, dễ dàng làm quen với con người cũng như những con chó khác.

## Tổng quan
Đây là một giống chó săn khá phổ biến, có đôi chút giống chó săn chân lùn (Basset hound) cả trong sự xuất hiện cũng như trong tính khí. Nguồn gốc của nó chưa được rõ ràng, cho dù chúng đã được nuôi tại Anh quốc trên 500 năm. Giống chó này có thể bắt nguồn từ lai tạo giữa giống Harrier và giống chó săn Anh khác. Beagle thường dùng để đi săn theo đàn, cũng có thể dùng một, hoặc một cặp chó để săn thỏ rừng, gà lôi và chim cút. Nó cũng được dùng như một loài chó phát hiện ma tuý tốt và là người tốt của gia đình. Do chúng khá đồng nhất trong kích thước, ở một kích thước nhỏ bé vừa phải, Beagle thường được dùng để thử nghiệm thuốc. Chúng được phân loại là chó săn loại nhỏ. Giống chó Beagle đã chứng tỏ khả năng thích ứng rất cao. Tại Anh quốc, chúng được sử dụng để săn thỏ, trong khi đó, tại Sri Lanka, chúng được cho săn heo rừng.

## Đặc điểm
Là giống chó săn nhỏ, có thân hình vuông vắn, vững chắc, khoẻ mạnh. Giống Beagle trông giống như những con chó săn cáo Anh Quốc cỡ nhỏ. Chiều cao con đực từ 36 – 41 cm (14 - 16inches), con cái từ 33 – 38 cm (13 - 15inches). Có hai nhóm chiều cao, từ 33 – 38 cm, và dưới 33 cm.Cân nặng của con đực từ 10 – 11 kg (22 - 25pounds), con cái từ 9 – 10 kg (20 - 23pounds). Giống chó này được nuôi với số lượng quá nhiều và với một số dòng chó, thể trạng và tính tình của chúng đã bị ảnh hưởng do việc lai tạo thiếu kiểm soát phát sinh từ việc nuôi quá nhiều này. Tuổi thọ chúng khoảng 12 - 15 năm, số chó con từ 2 - 14 con. Trung bình là bảy con. Có vài dòng thuộc giống Beagle có khả năng đau tim, chứng động kinh, các vấn đề về mắt và lưng. Cũng có thể bị các chứng bệnh liên quan đến xương, sụn, hồng cầu, gây còi cọc và biến dạng về xương, chẳng hạn như ở chân trước giống như giống chó săn chân lùn. 

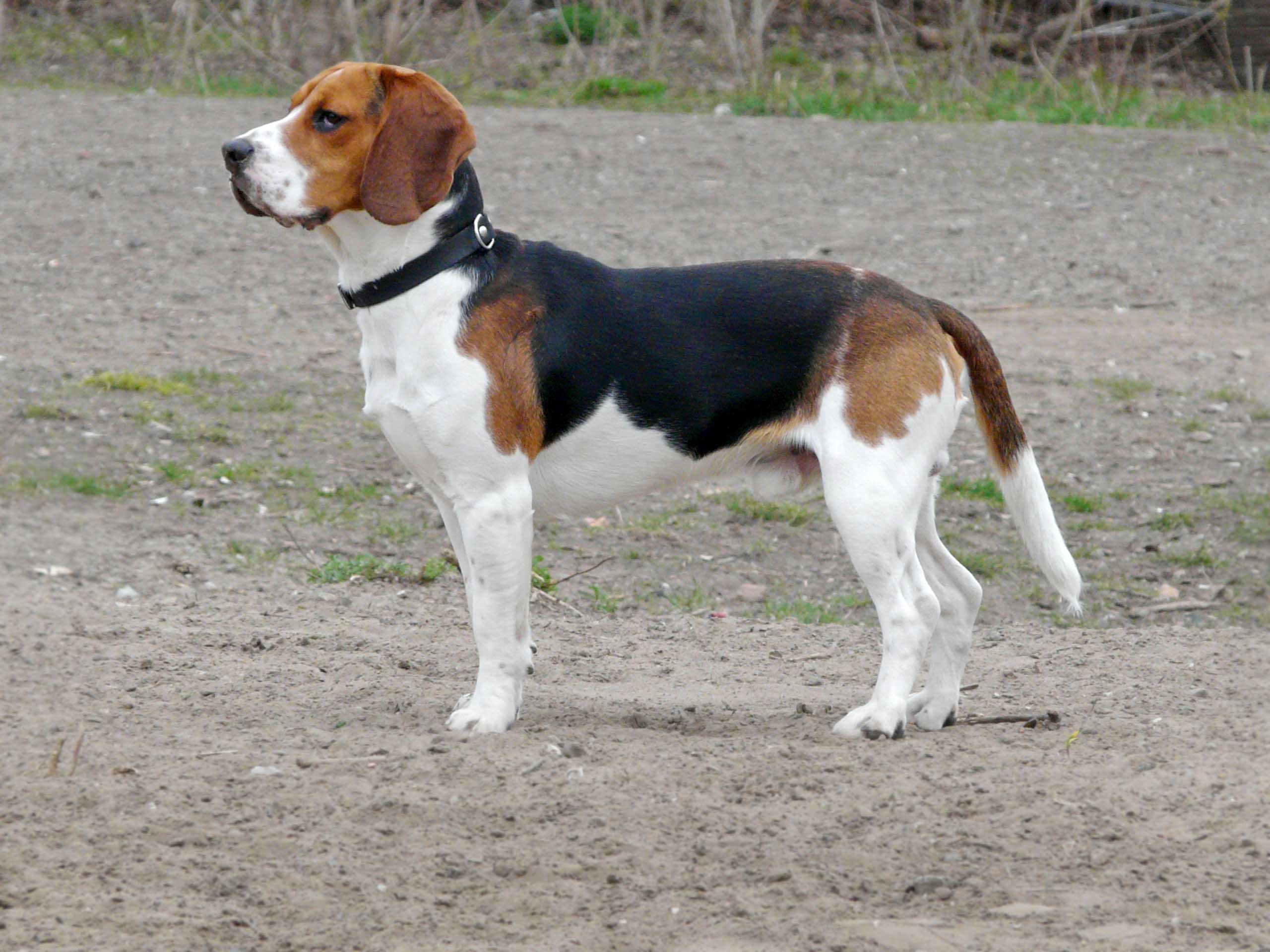
Một con chó săn thỏ tiêu chuẩn

Giống Beagle có bộ lông ngắn, bóng mượt và dễ chăm sóc, nó có thể gồm bất cứ màu lông thông thường nào của chó săn, như tam thể, đen và nâu vàng, đỏ và trắng, vàng cam và trắng, hoặc màu vàng xanh sẫm và trắng. Bộ lông sát với người, cứng và có độ dài trung bình. Xương sọ rộng và hơi tròn, mõm thẳng, vuông vắn. Bàn chân tròn và chắc khỏe, cứng cáp. Mũi đen với lỗ mũi rộng để đánh hơi. Hai tai dài, rộng và nhô ra bên đầu. Mắt màu nâu hoặc màu nâu đỏ luôn biểu lộ sự cầu khẩn, xin xỏ. Đuôi của Beagle lúc nào cũng như đang vui mừng, nhưng đuôi không bao giờ cong lên trên lưng. Khi đi săn, Beagle có một giọng tru và tiếng sủa rất riêng biệt. Tiếng sủa của Beagle có thể đem lại niềm vui thích cho người thợ săn, nhưng lại làm phiền gia đình và những người hàng xóm. Beagle có khuynh hướng đi theo những gì chúng đánh hơi thấy.

## Tập tính
Beagle là một trong những giống chó săn đánh hơi phổ biến, bởi sinh lực, sự luôn sẵn sàng, tính tình vui vẻ và dịu dàng của chúng. Beagle là giống chó lịch thiệp, dịu dàng, hiếu động và cũng rất hiếu kỳ, thích gần gũi và quý mến mọi người. Là một dòng chó nhỏ với cái đuôi tinh nghịch. Thân thiện, dũng cảm và thông minh. Ôn hoà và đáng yêu, đặc biệt là với trẻ con và tử tế với các con chó khác, nhưng không nên phó mặc chúng với các loài vật nuôi khác, trừ khi chúng được làm quen với mèo và các con vật nuôi trong nhà từ khi còn nhỏ. Chúng quyết đoán, thận trọng. Giống chó này không thích ở một mình. Chúng có thể mải mê với cuộc thám hiểm riêng của mình nếu được cởi bỏ dây xích trong vùng không có rào chắn. 

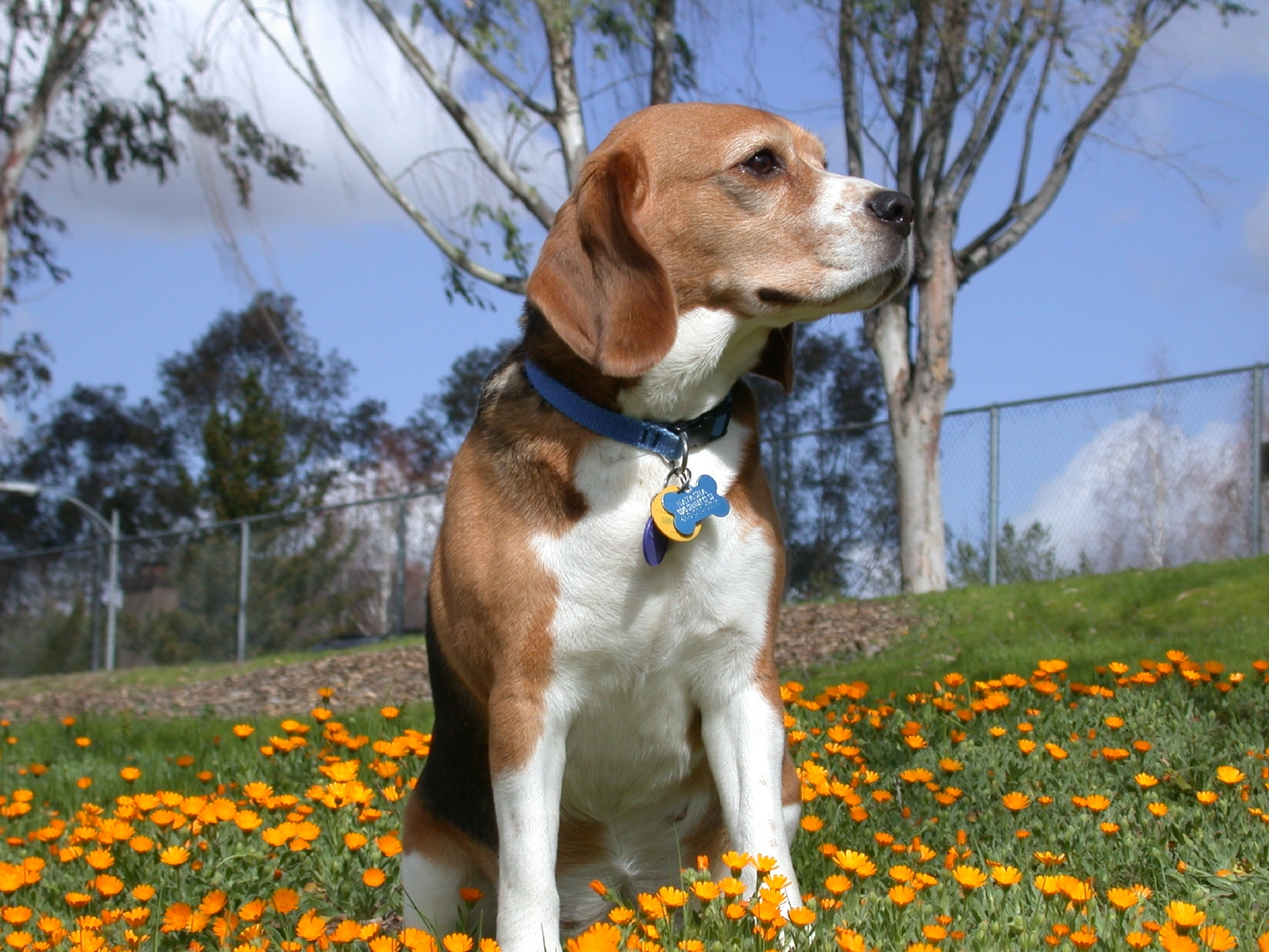

Cẩn thận khi lựa chọn con Beagle. Beagle có thể nuôi trong điều kiện chung cư, nhà tầng, nếu cho chúng nhiều cơ hội để được ra ngoài. Chúng rất năng hoạt động trong nhà, và một mảnh sân nhỏ cũng là đủ với chúng. Đầy nghị lực, sở hữu một khả năng chịu đựng cao, Beagle cần nhiều bài luyện tập, bao gồm đi dạo trong thời tiết mát mẻ. Chúng nên có một khoảng sân có rào chắn với kích thước hợp lý để nô đùa. Phải luôn dùng dây xích khi đi dạo với chúng, nếu không sẽ gặp rủi ro nếu chúng biến mất vì mải chạy đuổi theo những con vật nhỏ nào đó chúng gặp trên đường.
Lông của Beagle ngắn và mượt nên dễ chăm sóc, tắm bằng xà bông có chất tẩy rửa nhẹ khi cần thiết. Đôi khi cần lau người cho chúng bằng dầu gội khô. Phải kiểm tra tai chúng thường xuyên và thật cẩn thận để tránh nhiễm trùng và phải cắt ngắn móng chân cho chúng. Giống chó này có mức độ rụng lông trung bình. Ngay từ nhỏ, chúng cần được kiên trì huấn luyện, như vậy mới có thể đảm bảo khi tháo xích cổ cho chó, có thể gọi chúng quay về một cách dễ dàng.